# 테리에 펜니에
테리에 펜니에(에스토니아어: Terje Pennie, 1960년 1월 9일 ~ )는 에스토니아의 배우이다.